# Geissanthus fragrans
Geissanthus fragrans är en viveväxtart som beskrevs av Carl Christian Mez. Geissanthus fragrans ingår i släktet Geissanthus och familjen viveväxter. Inga underarter finns listade i Catalogue of Life.